# Ismås
Ismås (Pagophila eburnea) är en högarktisk fågel i familjen måsfåglar inom ordningen vadarfåglar. Tillfälligt uppträder den söder om utbredningsområdet, bland annat vid 25 tillfällen i Sverige, främst utmed Västkusten. Ismåsen minskar kraftigt i vissa områden och IUCN anser den därför vara nära hotad. Tillsammans med tropiska fetärnan är ismåsen den enda helvita måsfågeln.

## Utseende och läte

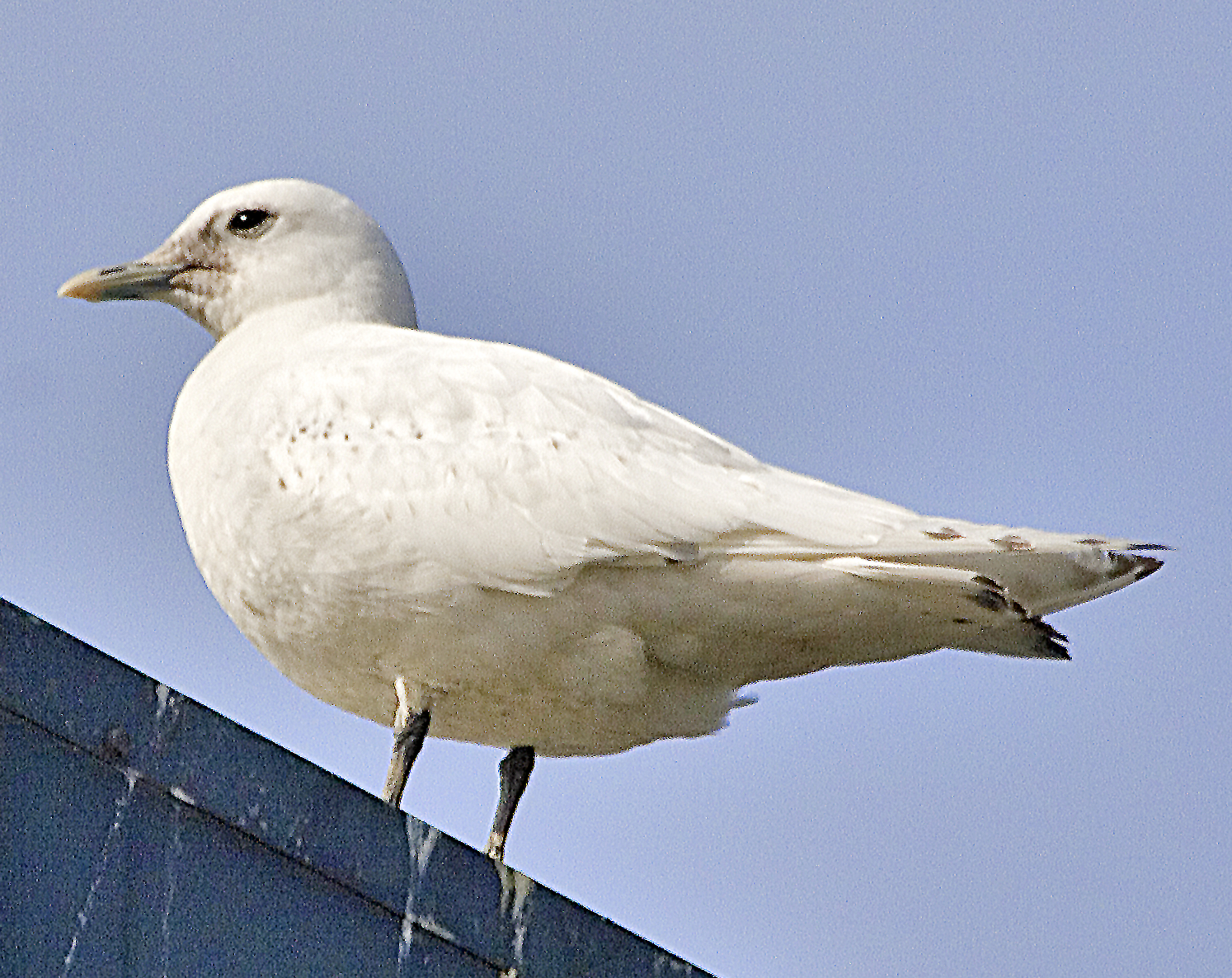
1K-fågel. Notera svarta tecken på vingar och stjärt, samt "smutsigt" ansikte.

Ismåsen är stor som en fiskmås, men känns kraftigare och mer kompakt på grund av sina bredare vingar, tjockare kropp, och kortare hals och fötter. Den flyger med spänstiga, lätta, fjädrande vingslag. 
Ismåsen har två åldersklasser. Den adulta fågeln är helvit med svarta ben, grå näbb med gul näbbspets. Förstaårsfåglarna (1K) har vit dräkt som är beströdd med svarta prickar på vingarna och med ett gråsmutsigt ansikte. Den har ett tärnliknande läte: kriääh.

## Utbredning och systematik
Ismåsen har en cirkumpolär utbredning i de högarktiska områdena där den finns ute på isvidderna och vid karga kuster. Den är ensam monotypisk art i sitt släkte Pagophila. Dess närmaste släkting är tärnmåsen (Xema sabini).

### Ismås i Sverige
Ismåsen är en sällsynt gäst i svenska farvatten och har observerats vintertid vid 38 tillfällen.  Första dokumenterade observationen skedde 1818 i Halland. Den har främst observerats kring Sveriges västkust men även utmed Östersjöns kust, vid Vänern, i Lycksele lappmark och som längst söderut i Simrishamn.

## Ekologi
Det råder stora luckor i kunskapen om ismåsen. Den häckar vid klippor och lägger ett till tre olivfärgade ägg på marken i ett bo som är fodrat med mossa och sjögräs. Fågeln lever av fisk och kräftdjur men äter också kadaverrester av exempelvis säl. Den är känd för att följa efter isbjörnar, vars exkrementer den också äter, och andra rovdjur för att äta av bytesrester.

## Status och hot
Internationella naturvårdsunionen IUCN kategoriserar ismåsen som nära hotad på grund av att den minskat kraftigt i vissa områden. Fortfarande är kunskapen begränsad om dess status i hela utbredningsområdet. Troliga faktorer bakom ismåsens försvinnande är klimatförändringar, miljöförstöring samt jakt och övrigt intrång av människan i dess häckningsområden. Världspopulationen uppskattas till mellan 38 000 och 52 000 vuxna individer.

## Namn
Fågeln har på svenska också kallats vitmås. Ismåsens vetenskapliga släktesnamn Pagophila betyder "havsisälskande" (av pagos för "havsis" och phileo, "att älska"), medan artnamnet eburnea är latin och betyder "elfenbensvit".

## Bilder

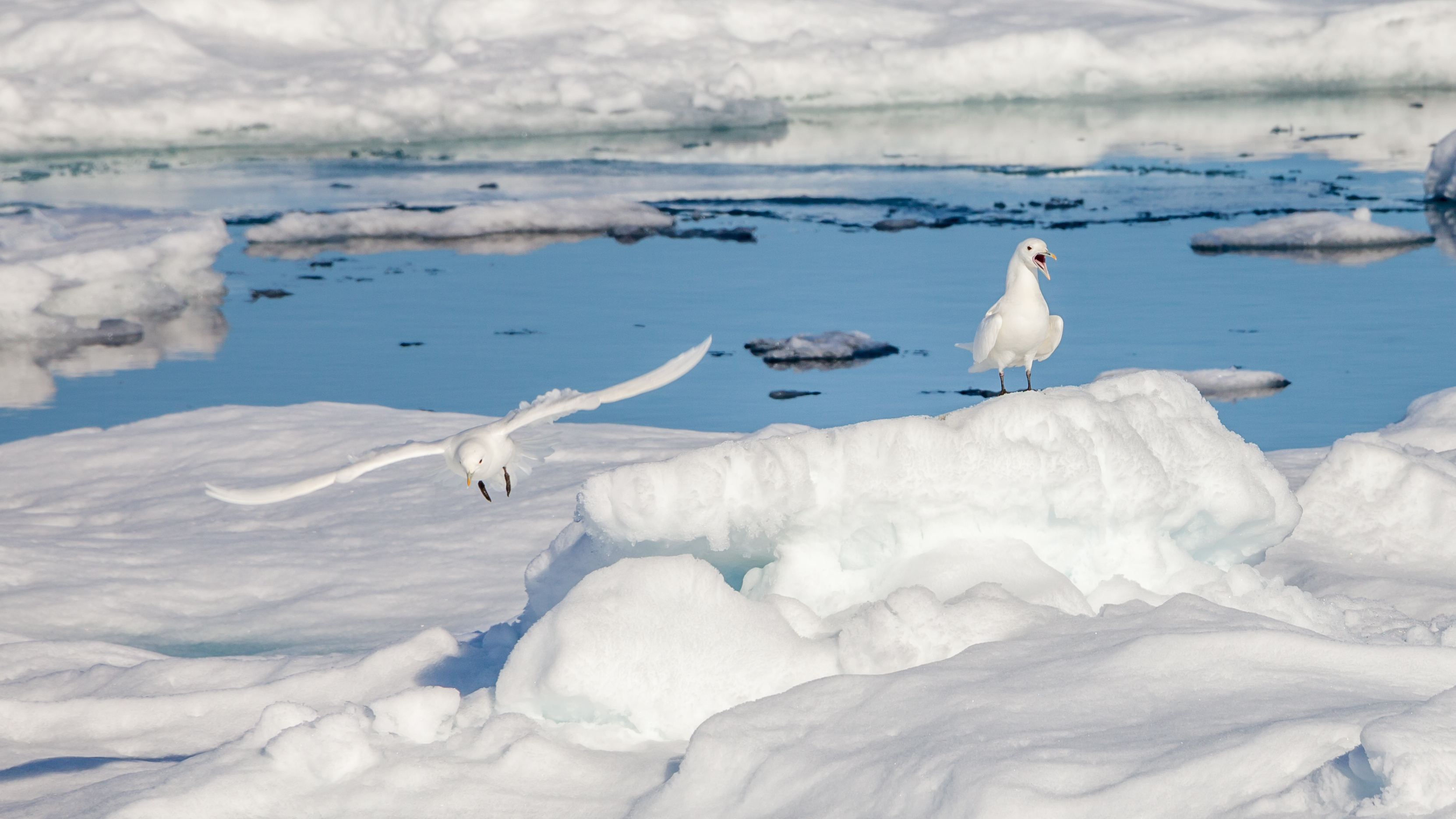
Två ismåsar norr om Spetsbergen.
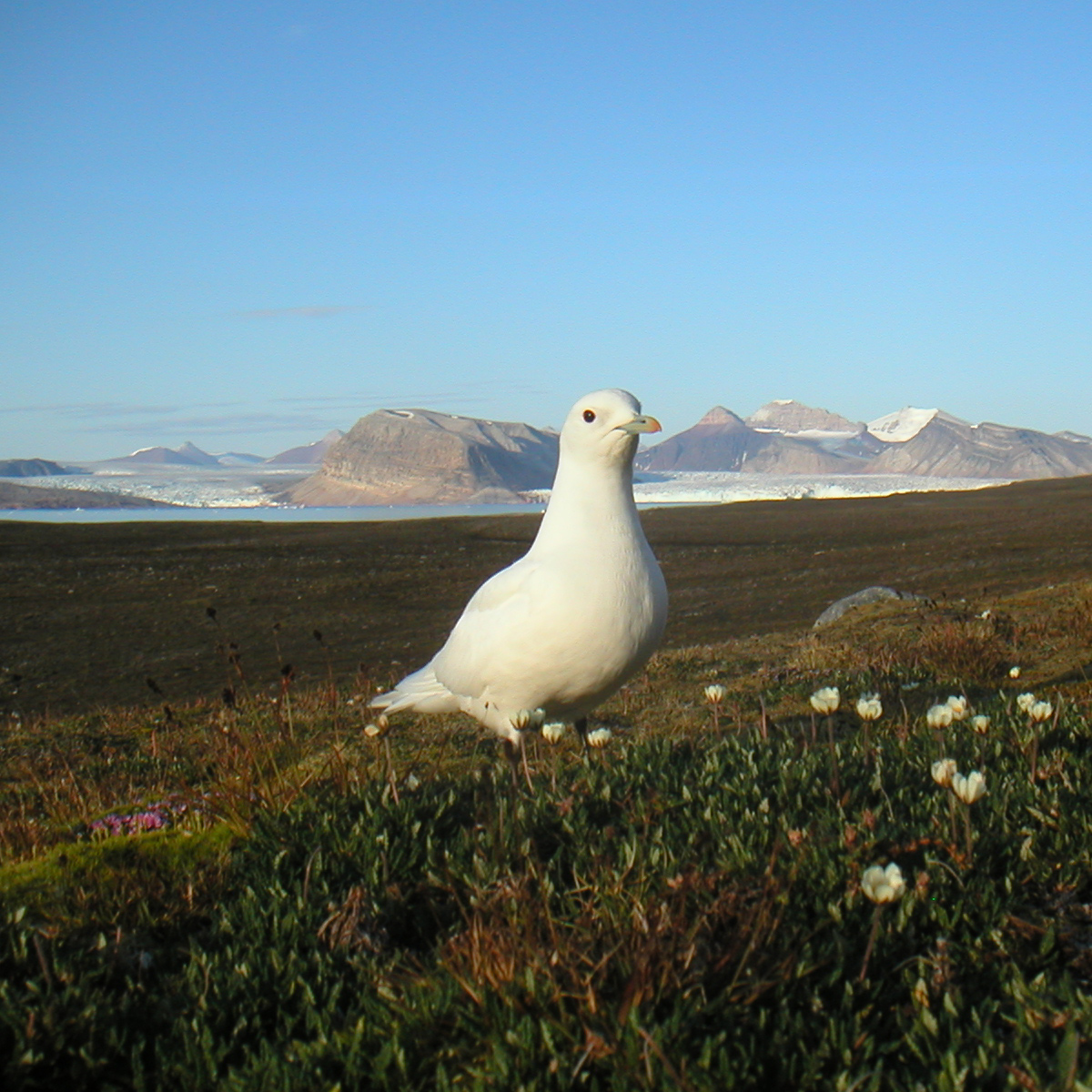
Ismås på Spetsbergen.
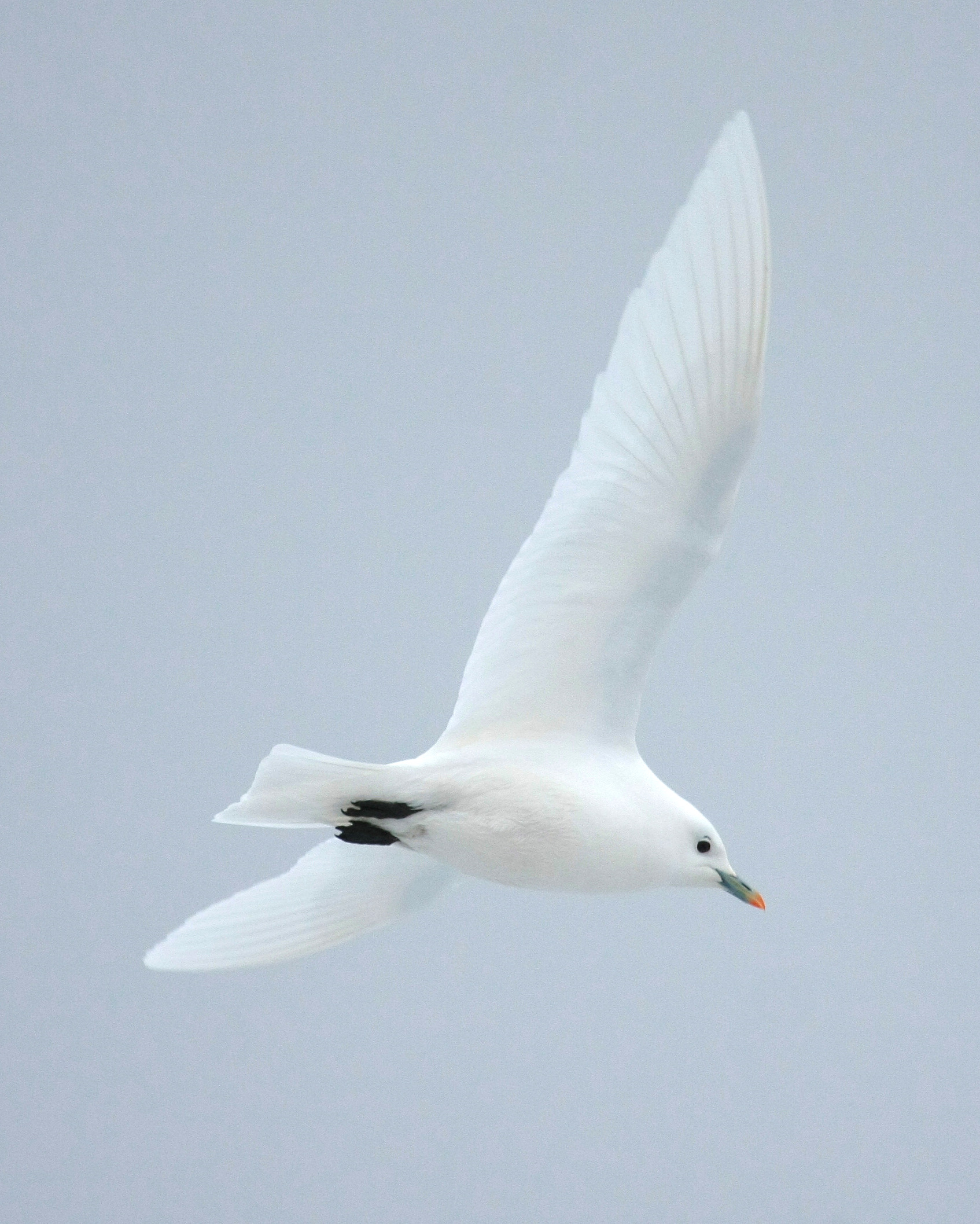
Ismås i flykten.